# Sebalter
Sebalter, pseudonimo di Sebastiano Paù-Lessi (Faido, 1º luglio 1985), è un cantante e violinista svizzero.
Ha rappresentato la Svizzera all'Eurovision Song Contest 2014 con il brano Hunter of Stars, classificandosi al 13º posto nella finale dell'evento.

## Biografia

### Origini e formazione
Nato a Faido, nel canton Ticino, iniziò a suonare il violino all'età di 6 anni. Studiò diritto, laureandosi presso l'Università di Zurigo e iniziando poi ad esercitare la professione di avvocato.

### Carriera musicale
Dal 2000 al 2002 ha suonato il basso elettrico nel gruppo hard rock The Stalkers, specializzato in cover di brani degli anni '70, mentre tra il 2002 e il 2012 ha suonato il violino nel gruppo folk rock svizzero The Vad Vuc.
Nel 2005 ha condotto il programma televisivo Le vostre vacanze, andato in onda sul canale televisivo svizzero TSI2, più due puntate speciali in occasione di Capodanno nel 2006 e nel 2007.
La carriera da solista decollò nel 2013, quando prese parte al Die Große Entscheidungsshow con il brano Hunter of Stars in rappresentanza dell'emittente svizzera di lingua italiana RSI. Dopo aver vinto la selezione ottenne il diritto di rappresentare la Svizzera all'Eurovision Song Contest 2014 di Copenaghen, Danimarca. Qui, dopo essersi qualificato dalla seconda semifinale, riuscì a classificarsi al 13º posto nella finale dell'evento con 64 punti.
Il 18 luglio 2014 pubblicò quindi il suo secondo singolo, Saturday, per poi pubblicare nel 2015 il suo primo album da solista, Day of Glory, che raggiunse il 9º posto nella classifica settimanale degli album più venduti in Svizzera.
Nonostante il successo raggiunto, nel 2015 annunciò che non avrebbe proseguito la carriera musicale, volendosi concentrare su quella di giurista. Tuttavia, nel 2017, pubblicò il suo secondo album, Awakening, preceduto dal singolo Weeping Willow, raggiungendo nuovamente il 9º posto nella Schweizer Hitparade. Nel 2018 si è esibito con Mattia Bordignon e Rocco Casella a Yaoundé, in Camerun. Nel 2020 ha pubblicato il terzo album, Gente simpatica.

## Discografia

### Album solisti
- 2015 – Day of Glory
- 2017 – Awakening
- 2020 – Gente simpatica

### Singoli da solista
- 2013 – Hunter of Stars
- 2014 – Saturday
- 2014 – September
- 2017 – Weeping Willow
- 2020 – La fine dell'estate
- 2020 – Gente simpatica

### Album
- 2004 – Il monastero dei folli
- 2006 – Trans Roonkaya Express
- 2009 – La parata dei secondi